# Kings Peak
O Kings Peak (ou Pico Kings), a 4123 metros de altitude, é o ponto mais alto do estado de Utah nos Estados Unidos da América. Geograficamente constitui o ápice dos Montes Uinta.
Fica a 127 km a leste do centro de Salt Lake City, e a 72 km a norte de Duchesne.